# 129807 Stefanodougherty
129807 Stefanodougherty è un asteroide della fascia principale. Scoperto nel 1999, presenta un'orbita caratterizzata da un semiasse maggiore pari a 2,4092980 UA e da un'eccentricità di 0,1673611, inclinata di 2,09568° rispetto all'eclittica.